# Gemäldegalerie

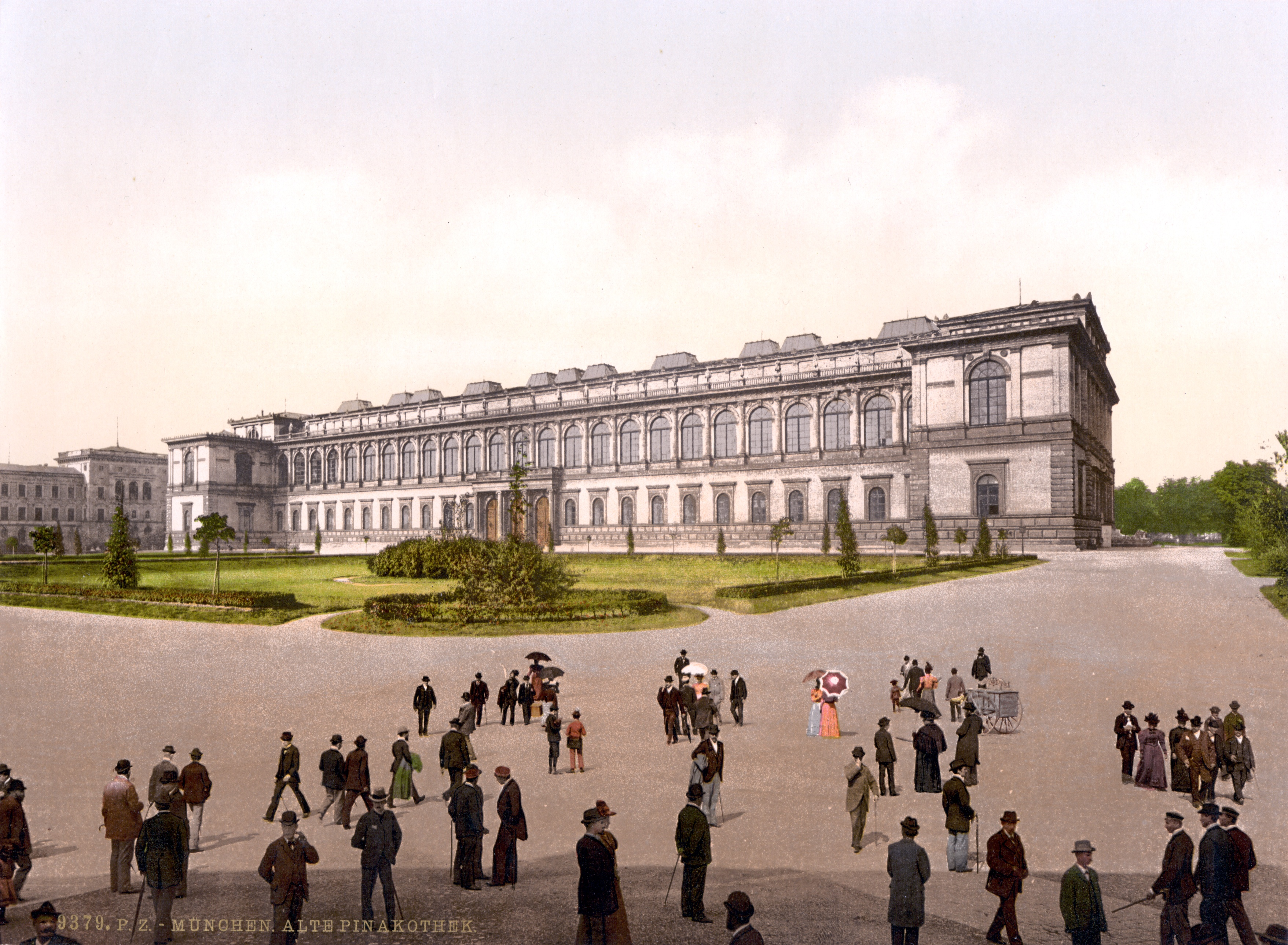
Die 1836 eröffnete Pinakothek in München, Vorbild für viele Gemäldegalerien

Als Gemäldegalerie oder Pinakothek wird ein Kunstmuseum bezeichnet, das hauptsächlich Werke der Malerei (Gemälde) ausstellt. In der Regel handelt es sich um eine Dauerausstellung. 

## Entwicklung
Die ältesten Belege für Bildergalerien stammen aus Indien, wo drei Typen von Galerien (Chitrasalas) unterschieden wurden: Palastgalerien, öffentliche und private Galerien.
Eine bekannte antike Pinakothek war das Heraion von Samos. Nach Vitruv sollten solche Räume groß und des Lichtes wegen nach Norden gelegen und vom Peristyl aus zugänglich sein.
Bereits im 16. Jahrhundert wurde in den Uffizien in Florenz eine galleria im Obergeschoss zur Ausstellung von Bildern benutzt. Eines der ersten selbständigen Galeriebauten zur Ausstellung von Kunst entstand mit der 1709 bis 1712 errichteten Gemäldegalerie Düsseldorf. Der älteste erhaltene fürstliche Galerie- und Museumsbau in Deutschland ist die zwischen 1755 und 1764 erbaute Bildergalerie Sanssouci. Im 17. und 18. Jahrhundert wurde im Schlossbau ein langer, stark durchfensterter Trakt so bezeichnet, der sich besonders gut zur Präsentation von Gemälden eignete. Prägend für die weitere Begriffsgeschichte wurde die Grande Galerie des Louvre, in dem bedeutende Gemälde der italienischen und französischen Schule erstmals der Öffentlichkeit gezeigt wurden. Fortan bezeichnete man vor allem Museen, die eigens zur Präsentation von Gemälden errichtet wurden, als Galerien.

## Bezeichnung
Der Begriff Pinakothek (von altgriechisch πινακοθήκη pinakothḗkē, deutsch ‚Saal, wo man Gemälde aufbewahrt, Bildersaal, Landkartensammlung‘) bezeichnete in der Antike den Raum eines Tempels bzw. Hauses, in dem Pinakes bzw. Tafelbilder aufbewahrt wurden. Andere Räume hingegen, die der Aufbewahrung repräsentativer Gemälde dienten, wie die Lesche der Knidier in Delphi oder die Stoa Poikile in Athen wurden nicht als Pinakotheken bezeichnet.
Die übliche Bezeichnung Pinakothek für den Nordflügel der Propyläen auf der Athener Akropolis, in dem Weihgeschenke aufbewahrt wurden, ist nicht antik.
Die Verwendung des Begriffs Pinakothek für eine Gemäldegalerie im deutschsprachigen Raum geht auf König Ludwig I. von Bayern zurück, der in München die Alte und die Neue Pinakothek gründete.

## Beispiele

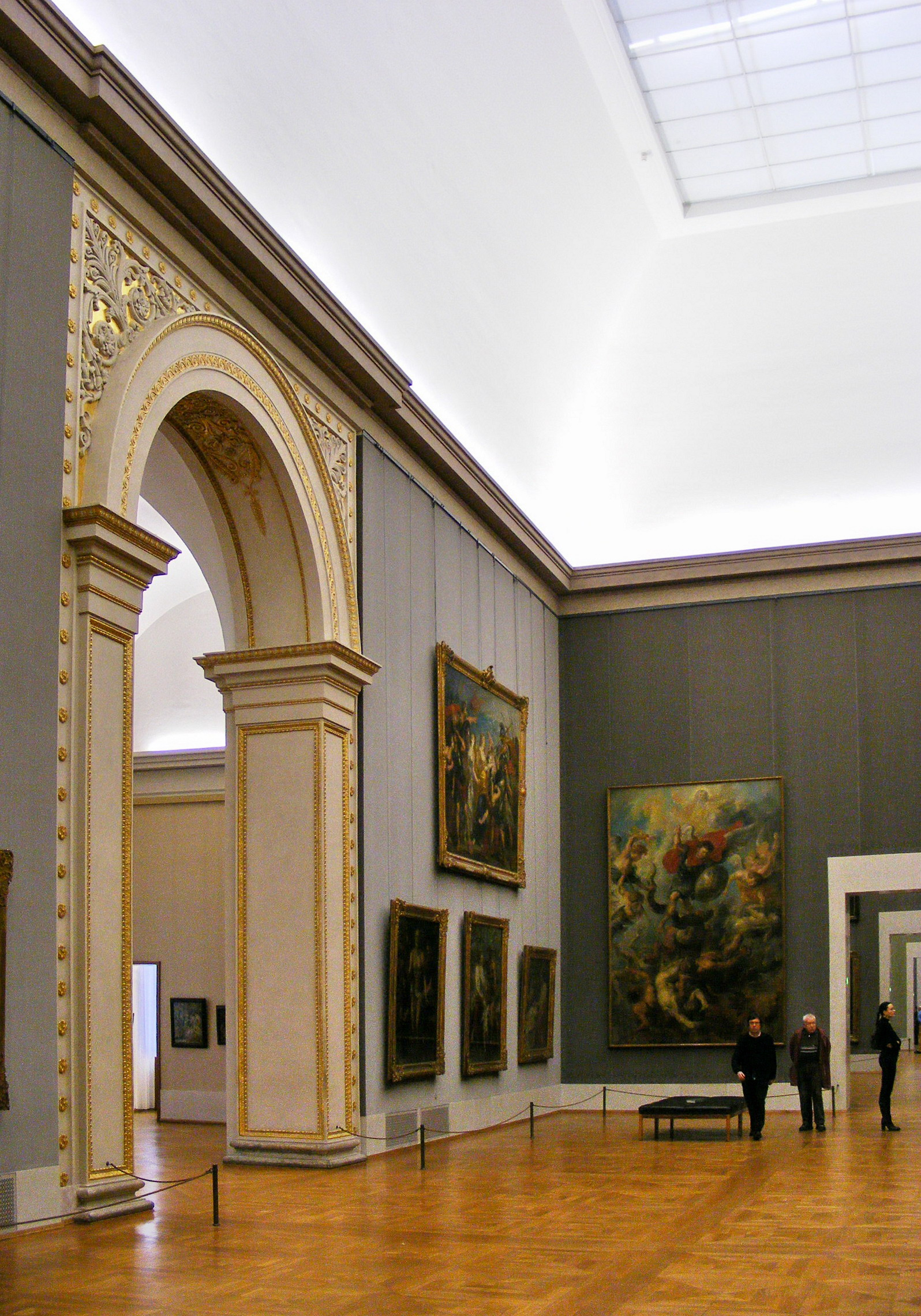
Alte Pinakothek in München, Saal IX

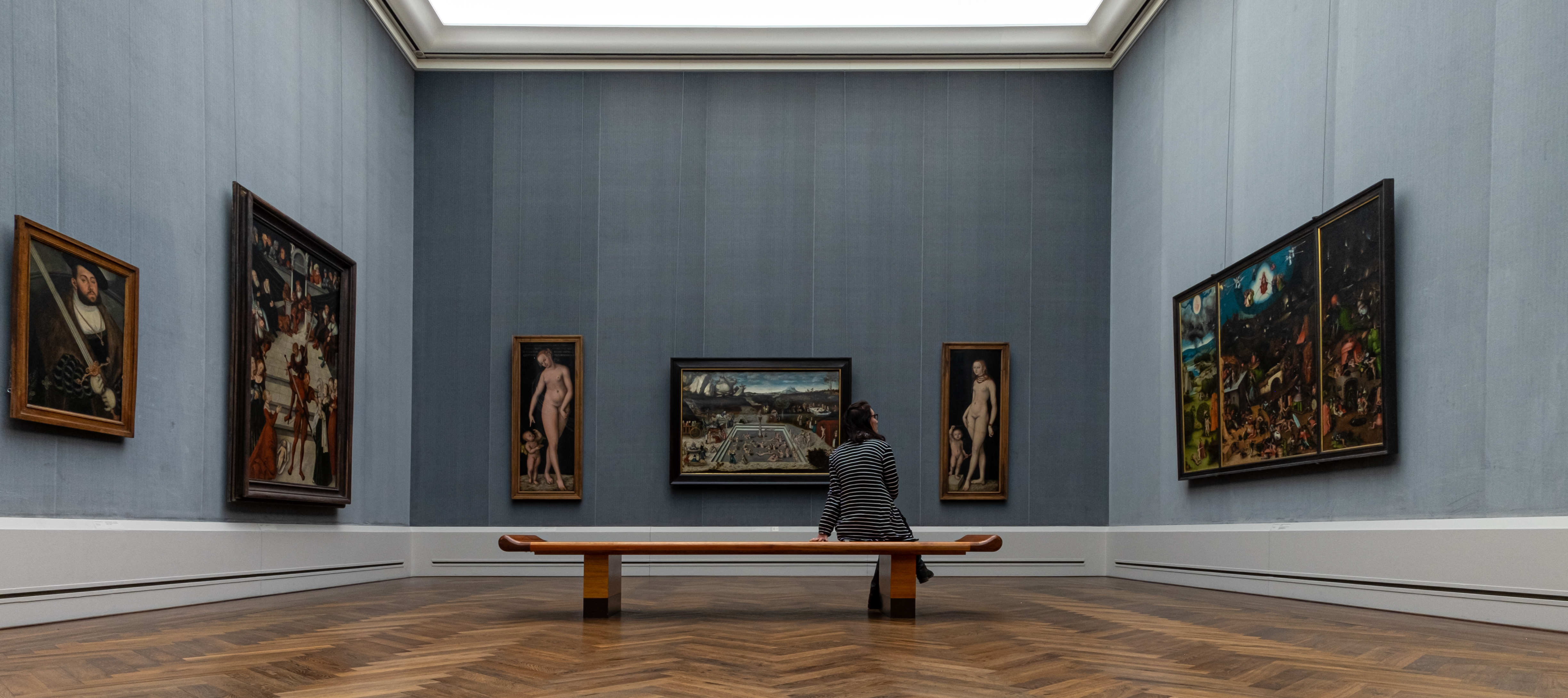
Gemäldegalerie in Berlin, Saal deutsche Malerei, Cranach

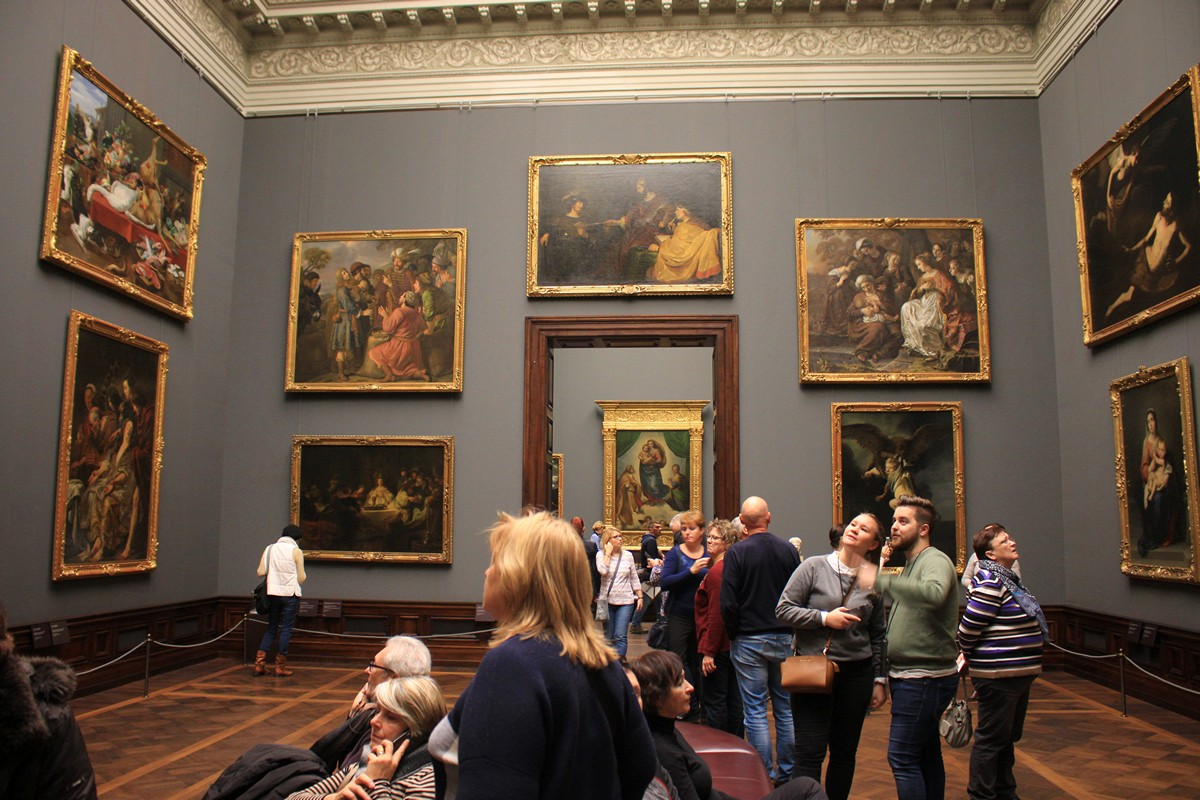
Gemäldegalerie Alte Meister in Dresden

### Deutschland
- Alte Pinakothek, Neue Pinakothek, Pinakothek der Moderne, München
- Anhaltische Gemäldegalerie Dessau, Dessau-Roßlau
- Bildergalerie (Sanssouci), Potsdam
- Galerie Neue Meister, Gemäldegalerie Alte Meister, Dresden
- Gemäldegalerie, Berlin
- Gemäldegalerie, Dachau
- Gemäldegalerie, Düsseldorf
- Gemäldegalerie Alte Meister, Kassel
- Staatsgalerie Neuburg, Neuburg an der Donau

### International
- Brukenthalsche Gemäldesammlung, Sibiu, Rumänien
- Dulwich Picture Gallery, London, Großbritannien
- Fondation Beyeler, Riehen, Schweiz
- Galleria Estense, Modena, Italien
- Gemäldegalerie der Akademie der bildenden Künste, Wien, Österreich
- Gemäldegalerie des Kunsthistorischen Museums, Wien, Österreich
- Louisiana Museum of Modern Art, Humlebæk, Dänemark
- Nationalmuseum Kiewer Kunstgalerie, Kiew, Ukraine
- Österreichische Galerie Belvedere, Wien, Österreich
- Pinacoteca Ambrosiana, Mailand, Italien
- Pinacoteca di Brera, Mailand, Italien
- Pinacoteca do Estado de São Paulo, Brasilien
- Pinacoteca Giovanni e Marella Agnelli, Turin, Italien
- Pinacoteca Nazionale di Bologna, Bologna, Italien
- Residenzgalerie, Salzburg, Österreich
- Vatikanische Pinakothek (Teil der Vatikanischen Museen), Vatikanstadt, Italien

### Ehemalige Gemäldegalerien
- Pinacothèque de Paris (geschlossen), Frankreich
- Sammlung Orléans (historisch), Paris, Frankreich
- Gemäldesammlung der Familie Ravené, Berlin